# Jet d’eau
Der Jet d’eau [ʒɛ do] (französisch für Wasserstrahl) ist ein Springbrunnen im Genfersee mit einem bis zu 140 Meter hohen Wasserstrahl. Er ist eines der Wahrzeichen der Stadt Genf.

## Geschichte
Ursprünglich nur wenige Meter hoch, diente die Fontäne als Überdruckventil in der Funktion eines Wasserschlosses für die 1885 erbaute Druckwasserleitung des Kraftwerks Forces Motrices de la Coulouvrenière, mit der die Genfer Juweliere ihre Maschinen betrieben. Dadurch wurden unerwünschte Spitzen bei Arbeitsunterbrechungen aufgefangen und der Überdruck angezeigt.
1891 beschloss die Stadt Genf, den grossen Springbrunnen als touristisches Wahrzeichen ins Seebecken zu versetzen und den Wasserdruck zu erhöhen. 1951 wurde die jetzige Anlage gebaut, welche zwei Pumpen mit einer Gesamtleistung von ca. 1000 kW besitzt. Sie stösst 500 Liter Seewasser pro Sekunde mit einer Geschwindigkeit von 200 km/h aus.
Während der Corona-Pandemie wurde die Fontäne zwischen 20. März und 11. Juni 2020 ausser Betrieb genommen, es war der längste Stillstand in ihrer Geschichte.

## Betriebszeiten
| Dez – Mrz   | Apr – Mitte Mai                                | Mitte Sep – Okt                                | Mitte Mai – Mitte Sep | Nov                               |
| ----------- | ---------------------------------------------- | ---------------------------------------------- | --------------------- | --------------------------------- |
| 10:00–16:00 | Mo–Fr 10:00–Sonnenuntergang, Sa–So 10:00–22:30 | Mo–Fr 10:00–Sonnenuntergang, Sa–So 10:00–22:30 | 09:00–23:15           | ausser Betrieb (Wartungsarbeiten) |

- Bei Dunkelheit wird die Fontäne beleuchtet.
- Bei auffrischendem Wind sowie Temperaturen um den Gefrierpunkt wird die Fontäne abgeschaltet.

## Ähnliche Konstruktionen
- In Aarau wurde nach dem Vorbild des Genfer Jet d’eau 2005 ebenfalls eine solche Wasserfontäne am Südufer der Aare angelegt.
- Ebenso ist die durchschnittlich 60 Meter hohe, privat finanzierte Hamburger Alsterfontäne vom Jet d’eau inspiriert (1986).
- In Halle an der Saale wurde 1968 eine Fontäne in Betrieb genommen.
- Seit 1970 besteht das Captain James Cook Memorial in Canberra, zu dem auch eine Wasserfontäne gehört.
- Die höchste Fontäne der Welt ist seit 1985 die King Fahd’s Fountain in Saudi-Arabien mit bis zu 312 Metern.

## Galerie

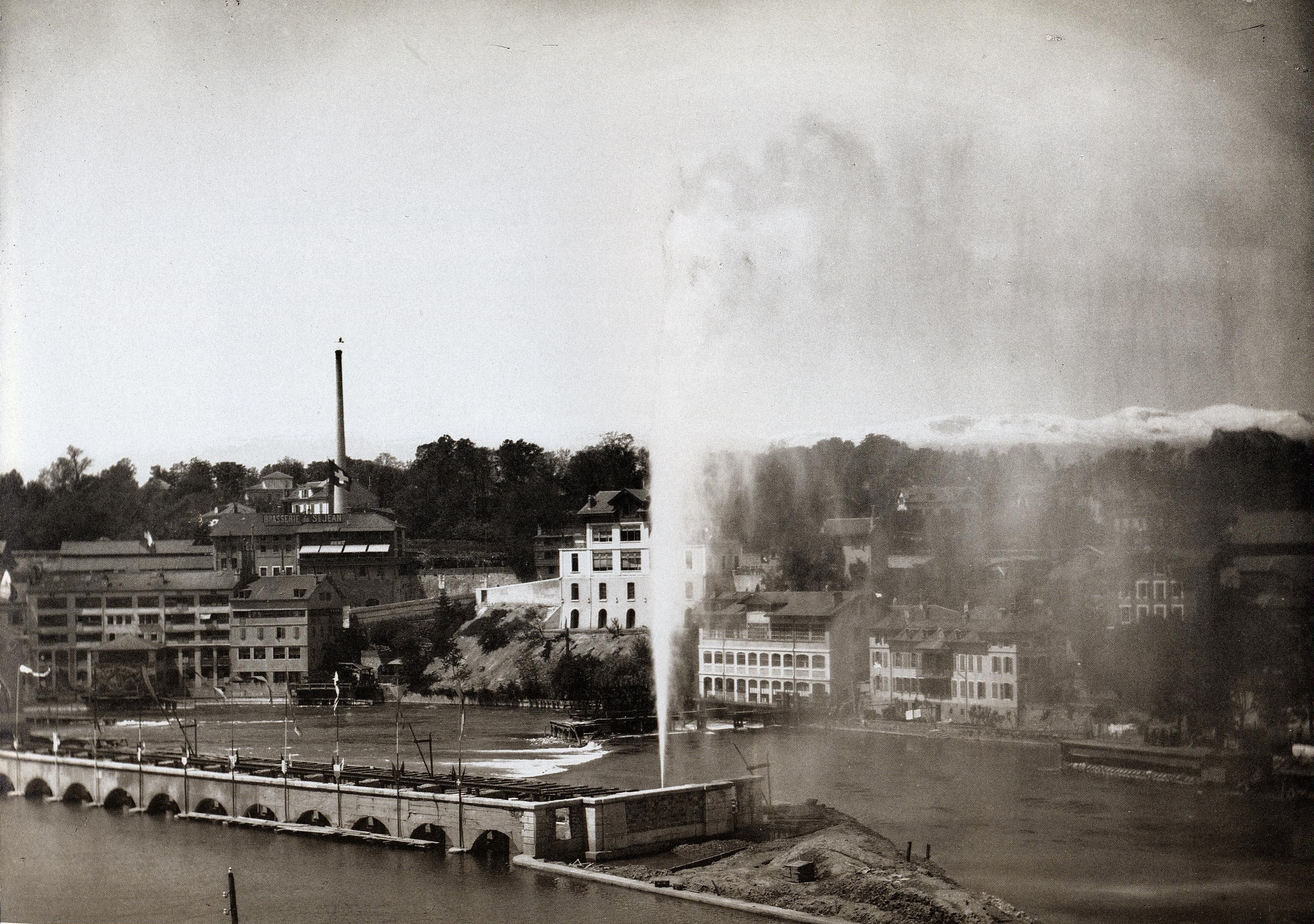
Historische Aufnahme von 1886
Historische Aufnahme von 1953
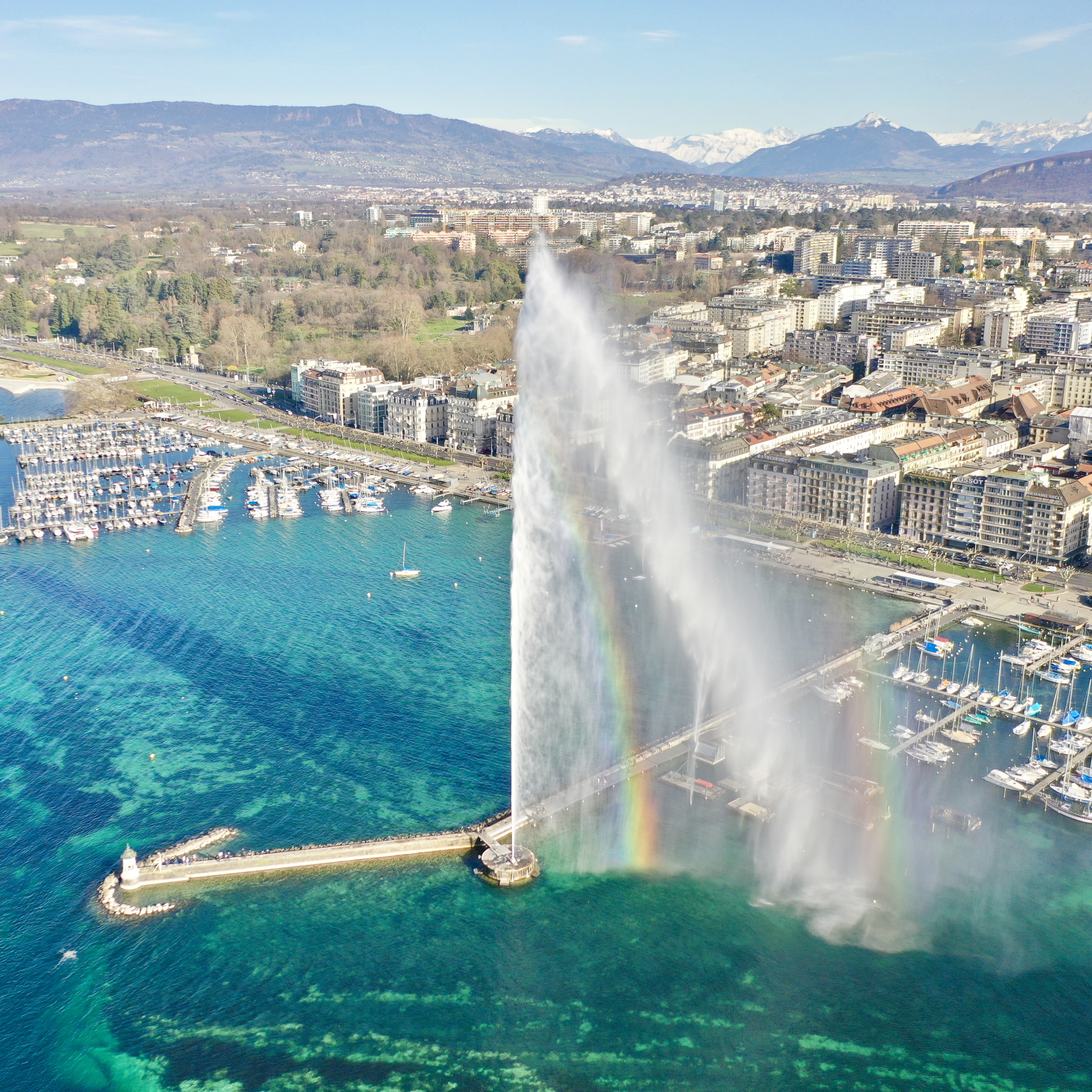
Luftaufnahme mit Teilen der Stadt Genf im Hintergrund (2020)
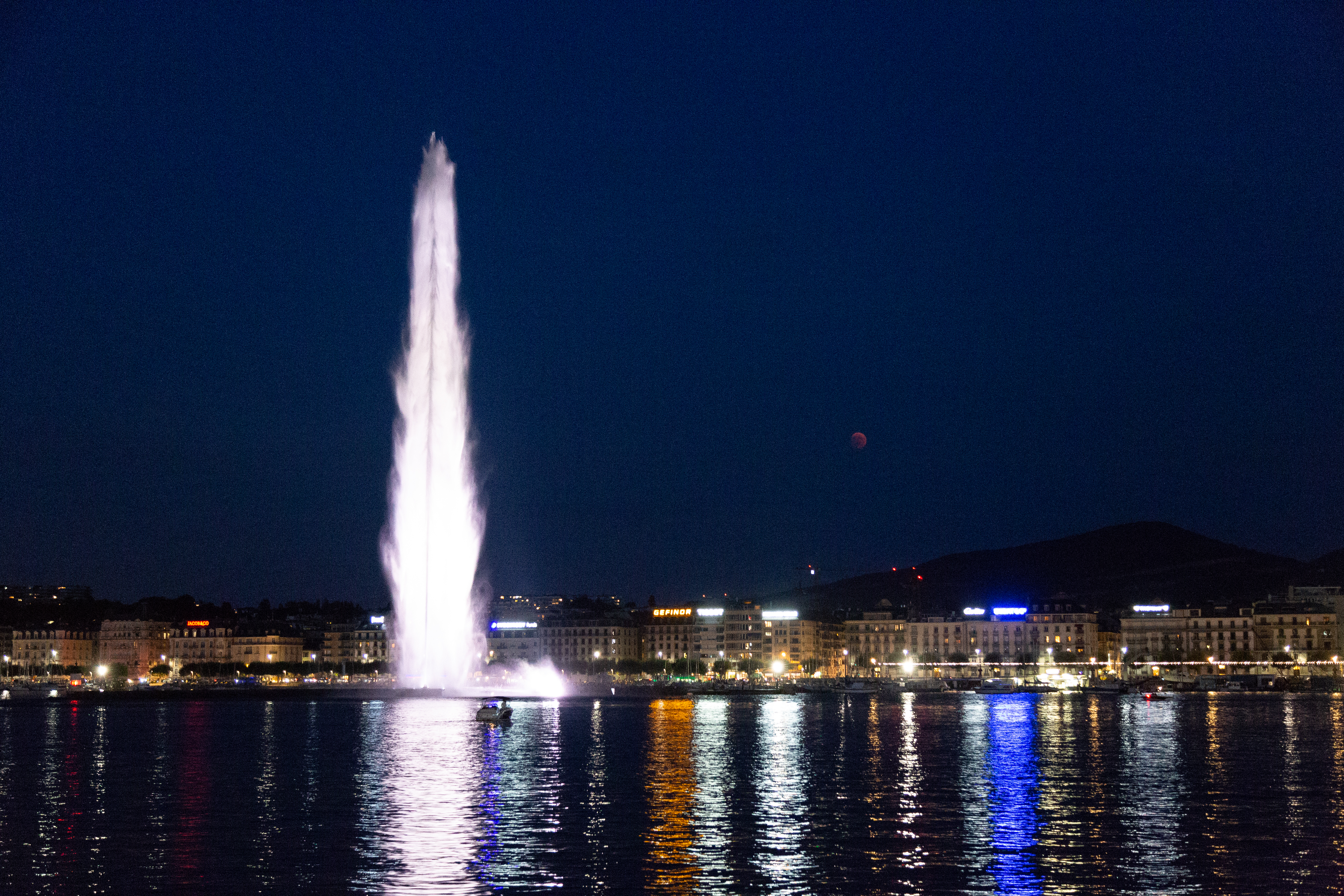
Aufnahme bei Nacht (2018)
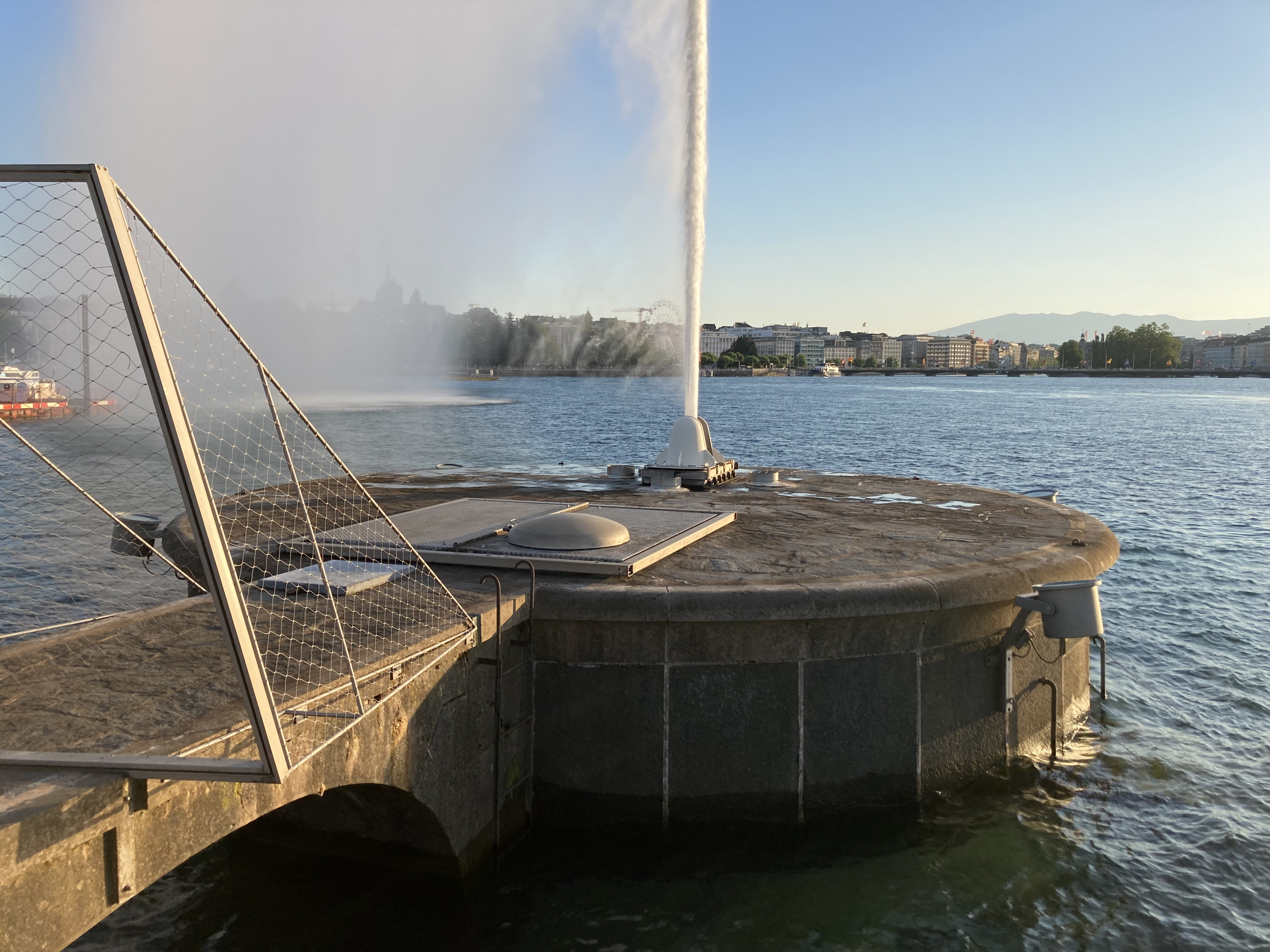
Detail – Plattform mit Düse
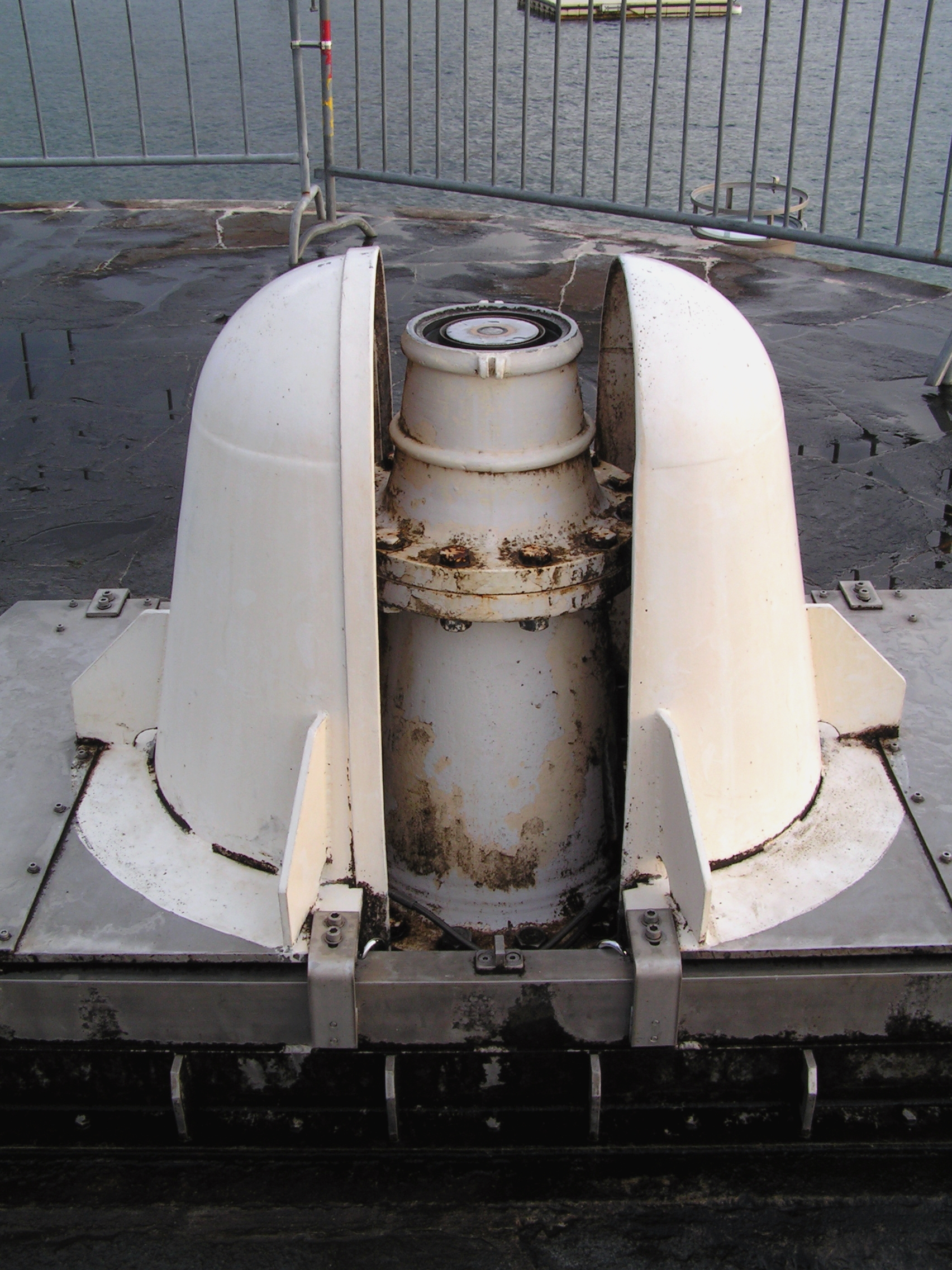
Düse
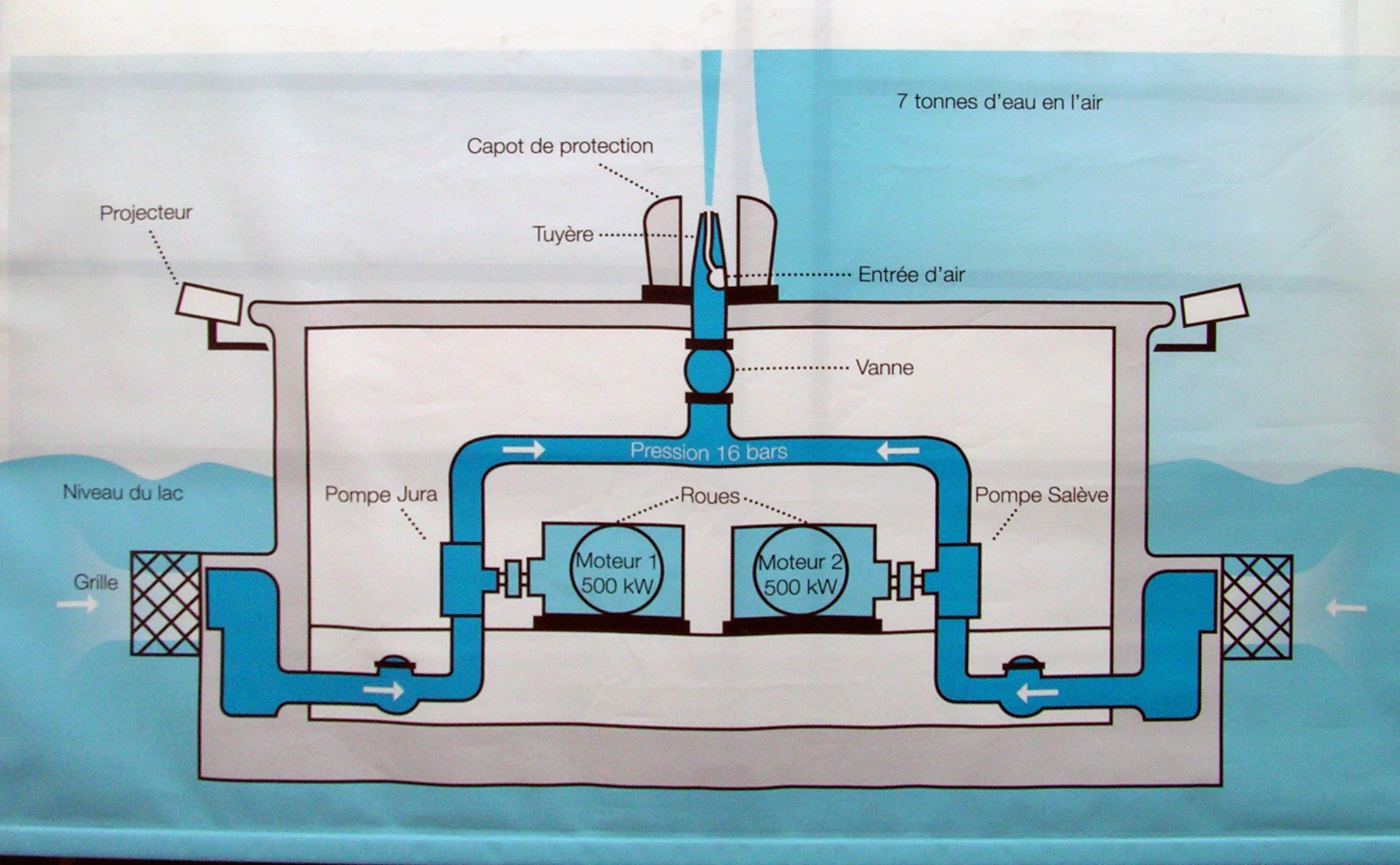
Funktionsskizze